# Jorge Valdez Oyola
Jorge Rafael Valdez Oyola (Casma, Áncash, 14 de julio de 1971) es un abogado, sociólogo y político peruano que ejerció como regidor de la Municipalidad Metropolitana de Lima en dos periodos no consecutivos, siendo en 2019-2022 y 2003-2006.

## Biografía
Jorge Valdez nació en Casma, ciudad ubicada en la región Áncash, el 14 de julio de 1971.
Es abogado graduado en la Universidad Inca Garcilaso de la Vega y sociólogo por la Universidad Nacional Mayor de San Marcos.
Desde el año 2010 labora como abogado independiente en el distrito de Santiago de Surco.

## Carrera política
Como político Jorge Valdez se inicia como militante de Cambio Radical, partido político del excongresista José Barba Caballero. Postuló al Congreso de la República en el año 2000 por la Agrupación Independiente Avancemos y luego en el año 2011 por Cambio Radical. Desde 2004 hasta 2006 se desempeñó como secretario general del partido.
En las elecciones municipales del año 2002 fue elegido como regidor de la Municipalidad Metropolitana de Lima para el periodo 2003-2006, siendo parte de la coalición Unidad Nacional que logró la elección de Luis Castañeda Lossio como alcalde de la ciudad de Lima.
En 2010 fue elegido como regidor del Municipio del distrito de Santiago de Surco por Cambio Radical, terminando luego presentando su renuncia en el año 2012 tras perder su inscripción en el Jurado Nacional de Elecciones.
En 2014 se afilió al partido político Somos Perú y en las elecciones municipales del 2018 participó nuevamente como regidor de la Municipalidad de Lima, siendo el candidato el exalcalde Juan Carlos Zurek. Finalmente el partido quedó en el sexto lugar de las elecciones y Valdez logró salir elegido por segunda vez como regidor limeño, en la cual juramentó para el periodo 2019-2022 ante el alcalde electo Jorge Muñoz.
Durante su gestión se caracterizó por su oposición a la gestión del alcalde Jorge Muñoz.
En mayo del 2022, apoyó la vacancia contra Jorge Muñoz por asumir la dirección de SEDAPAL mientras ejercía a la vez como alcalde de Lima.
Tras culminar su gestión como regidor, Jorge Valdez decidió alejarse del partido Somos Perú en 2021 y estuvo afiliado en los partidos Frente de la Esperanza y Alianza para el Progreso. Actualmente está afiliado al partido político de Antauro Humala.

## Controversias
En el año 2005, el programa periodístico La Ventana Indiscreta realizó una denuncia periodística en la que el partido político Cambio Radical habría falsificado firmas para inscribirse ante el Jurado Nacional de Elecciones y quienes dirigieron las operaciones fueron Jorge Valdez y Carlos Burgos, este último se convirtió luego en alcalde del distrito de San Juan de Lurigancho en el año 2006. Según la nota periodística que se basó en las declaraciones de un exmilitante del partido, Valdez realizaba la falsificación de firmas en la oficina congresal de José Barba, presidente y líder del partido, y además utilizaba firmas procedentes del partido político del alcalde de distrito de Barranco, Martín del Pomar. Este hecho originó que la alianza Unidad Nacional terminara apartando a Cambio Radical para no afectar la candidatura presidencial de Lourdes Flores en 2006.
Valdez también fue cuestionado por ser propietario de una encuesta que favorecía a Alberto Fujimori, expresidente peruano condenado por los delitos de corrupción y violación de Derechos Humanos.